# Hyllisia aethiopica
Hyllisia aethiopica är en skalbaggsart som beskrevs av Stefan von Breuning 1974. Hyllisia aethiopica ingår i släktet Hyllisia och familjen långhorningar. Inga underarter finns listade i Catalogue of Life.